# Liste der Biografien/Corp
Liste der Biografien |
Portal Biografien |
Personensuche
# |
A |
B |
C |
D |
E |
F |
G |
H |
I |
J |
K |
L |
M |
N |
O |
P |
Q |
R |
S |
T |
U |
V |
W |
X |
Y |
Z |
?
 
Ca |
Cb |
Cc |
Ce |
Ch |
Ci |
Cj |
Ck |
Cl |
Cm |
Cn |
Co |
Cr |
Cs |
Ct |
Cu |
Cv |
Cw |
Cy |
Cz
 
Coa–Cod |
Coe–Cok |
Col |
Com |
Con |
Coo–Coq |
Cor |
Cos |
Cot |
Cou |
Cov |
Cow |
Cox |
Coy |
Coz
 
Cora |
Corb |
Corc |
Cord |
Core |
Corf |
Corg |
Cori |
Cork |
Corl |
Corm |
Corn |
Coro |
Corp |
Corr |
Cors |
Cort |
Coru |
Corv |
Corw |
Cory |
Corz
Die Liste der Biografien führt alle Personen auf, die in der deutschsprachigen Wikipedia einen Artikel haben. Dieses ist eine Teilliste mit 7 Einträgen von Personen, deren Namen mit den Buchstaben „Corp“ beginnt.

## Corp

### Corpa
- Corpancho, Andrés (* 1984), peruanischer Badmintonspieler

### Corpo
- Corpodean, Sorin (* 1965), rumänischer Fußballschiedsrichter
- Corpolongo, Rich (* 1941), US-amerikanischer Jazz-Musiker
- Corpora, Antonio (1909–2004), italienischer Maler

### Corpu
- Corput, Johannes van der (1890–1975), niederländischer Mathematiker
- Corputius, Johannes (1542–1611), Kartograf und Autor des farbigen Corputius-Planes der Stadt Duisburg
- Corpuz Jaucian, Leopoldo (* 1960), römisch-katholischer Bischof